# Mount Matier
Mount Matier är ett berg i Kanada.   Det ligger i provinsen British Columbia, i den sydvästra delen av landet, 3 500 km väster om huvudstaden Ottawa. Toppen på Mount Matier är 2 276 meter över havet.
Terrängen runt Mount Matier är huvudsakligen bergig. Trakten runt Mount Matier är nära nog obefolkad, med mindre än två invånare per kvadratkilometer.. Det finns inga samhällen i närheten. 
Trakten runt Mount Matier består i huvudsak av gräsmarker.